# Nabha (ciutat)
Nabha és una ciutat i municipalitat al districte de Patiala, al Panjab (Índia). Està situada a 30° 22′ N, 76° 09′ E / 30.37°N,76.15°E. Al cens del 2001 la població era de 61.953 habitants. El 1901 la població era de 18.468 habitants i el 1881 de 17.116

## Llocs destacats
- Hira Mahal: Residència de la dinastia reial
- Qila Mubarak: fortalesa al centre de la ciutat
- Hira Singh Park: avui un parc municipal proper a la porta de Duladdi Gate amb una estàtua del maharajà Hira Singh
- Samadhis reials: cenotafis construït en memoria dels antics prínceps, avuit en estat d'abandonament
- Courthouse de Nabha, residència original de wazir Ishwari Singh Katoch, Primer Ministre de Kangra, cosí de Maharaja Sansar Chand de Kangra el sogre de Ranjit Singh de Lahore; els descendents del general de Ranjit, Hari Singh Nalwa, resideixen en aquesta ciutat.

## Persones il·lustres
- Bhai Kahn Singh Nabha
- Mr.Prem Kumar Shahi
- Dr. Inderjit Nagar
- General (retirat) Premnath Nagar
- Randeep Singh (MLA)
- Sukhdev Singh Dhillon (E.O)
- Sanmeet Singh Hundal (P.P.S.)

## Història
Fou fundada al lloc de dos antics pobles el 1755 per Hamir Singh, llavors governant sikh de la comarca i després raja de Nabha (1763) i des de llavors fou capital de l'estat; fou envoltada d'un mur de rajola amb sis portes i una fortalesa al cor de la ciutat amb quatre torres. Dins la ciutat van quedar els cenotafis erigits en honor dels diversos rages al lloc conegut com a Sham Bagh; els palaus reial i de l'hereu estaven al Jardi Pukhta, fora la ciutat i prop hi havia l'edifici conegut com a Elgin House, al Jardí Mubarak.